# Eudarcia simulatricella
Eudarcia simulatricella is een vlinder uit de familie van de Meessiidae. Deze soort is voor het eerst wetenschappelijk beschreven door James Brackenridge Clemens in een publicatie uit 1860.
De soort komt voor in het oosten van de Verenigde Staten.